# Monopatí articulat

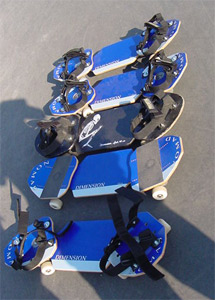
Streetboards

El monopatí articulat (snakeboard o streetboard, en anglès) és un monopatí que consta de dues plataformes unides per una plataforma central fixa. Aquestes parts mòbils tenen dues nanses per a posar-hi els peus, que fan que la plataforma pugui girar 290º. El moviment simultani dels peus cap a dintre i cap a fora i de les espatlles i els malucs, mantenint el tronc i la cintura rectes, produeix una cinètica que permet lliscar fins a 35 km/h en pla. Aquest moviment recorda el d'una serp sobre el desert, d'aquí el nom en anglès. Va ser inventat per James Fisher i Oliver Macleod l'any 1989, que van tenir la idea de combinar elements de la planxa de neu i del surf. Més endavant, l'any 2000, la WSA (Associació Mundial de Streetboard) va canviar el nom de l'esport, ja que snakeboard és una marca registrada que pertany al monopoli del fabricant inicial. El nom actual és Streetboard.